# Airwolf
Airwolf – amerykański serial telewizyjny emitowany w latach 1984–1987. Opowiada o wysoce specjalistycznym, naddźwiękowym  wojskowym śmigłowcu o nazwie kodowej "Airwolf". Jego załoga uczestniczy w wielu niebezpiecznych misjach, których tło stanowi okres zimnej wojny.
Twórcą serialu był Donald Bellisario. W pierwszych trzech seriach nadawania serialu występowali: Jan-Michael Vincent, Ernest Borgnine, Alex Cord oraz Jean Bruce Scott. W finałowym sezonie obsada aktorska uległa zmianie.
Motyw muzyczny, który słyszymy w czołówce, skomponował na potrzeby serialu Sylvester Levay.
Historia produkcji.
Seria 1-3 składa się z 56 odcinków, które zostały wyemitowane przez stację CBS w Stanach Zjednoczonych od roku 1984 przez 1986, a dodatkowe 24 odcinki (seria 4) z nową produkcją na antenie USA Network w 1987 roku, w sumie powstało 80 odcinków. Udoskonalona wersja pierwszego odcinka została wydana również w cyfrowej wersji w kilku krajach, jak również w formacie DVD. Pokaz był transmitowany w kilku rynkach międzynarodowych.
W Polsce serial ukazał się na DVD dzięki wydawnictwu Amercom S.A. W latach 90. wyemitowała stacja RTL 7

## Obsada
Sezon 1 (CBS, wiosna 1984) – dwugodzinny odcinek pilotażowy, dodatkowo 10 kolejnych
- Jan-Michael Vincent – Stringfellow Hawke (kapitan rezerwy, Armia Stanów Zjednoczonych) (34 lata)
- Ernest Borgnine – Dominic Santini (właściciel firmy lotniczej Santini Air)
- Alex Cord – Michael Coldsmith-Briggs III (wysoko postawiony człowiek w organizacji nazwanej "firmą" (The Firm); pseudonim operacyjny: Archanioł)
- Deborah Pratt – Marella, prawa ręka Archanioła

Sezony 2–3 (CBS, 1984–1986) – dwa sezony po 22 odcinki każdy
- Vincent, Borgnine, Cord, Pratt, oraz
- Jean Bruce Scott – Caitlin O’Shannessy (początkowo kobieta pilot teksańskiej policji, następnie zatrudniona w Santini Air)

Sezon 4 (USA Network, wiosna-lato 1987) – 24 odcinki
- Barry Van Dyke – Saint John Hawke (major rezerwy, armia Stanów Zjednoczonych)
- Michele Scarabelli – Jo Santini (spadkobierczyni firmy Santini Air od jej wujka Dominica Santini po jego śmierci)
- Geraint Wyn Davies – Mike Rivers (major, siły powietrzne Stanów Zjednoczonych)
- Anthony Sherwood – Jason Locke
- William B. Davis – Newman

W mniejszych rolach i epizodach wystąpili m.in.: David Hemmings, David Carradine, Shannen Doherty, Larry Linville, Ray Wise, William Smith, Tia Carrere.

## Śmigłowiec Airwolf
Śmigłowiec Airwolf był w rzeczywistości przerobionym modelem Bell 222, numer seryjny 47085, czasami nazywany nieoficjalnie Bell 222A. Podczas filmowania serialu helikopter był własnością firmy JetCopters, Inc z Van Nuys, w Kalifornii. Po zakończeniu serialu został sprzedany i służył jako śmigłowiec sanitarny w Niemczech, gdzie rozbił się podczas burzy 6 czerwca 1992 zabijając 3 osoby.

### Specyfikacja śmigłowca Airwolf

#### Zasięg
- 950 mil (3-osobowa załoga z ekwipunkiem)
- 1450 mil (2-osobowa załoga)
- Możliwość tankowania w locie

#### Pułap
- 11000 stóp (3 400 m)
- 89000 stóp (kabina ciśnieniowa)

Trzeci sezon:
- 100000 stóp (kabina ciśnieniowa)

#### Prędkość
- 300 kn (560 km/h; 350 mph) (konwekcjonalny lot)
- Mach 1+ (dopalacze)
- Mach 2 (prędkość maksymalna)

#### Działka
- 40 mm Cannon (×2)
- 30 mm Chain guns (×4)

szybkostrzelność działka – 4000 strz. na minutę.

#### Rakiety
Pierwszy sezon:
- AGM-12 Bullpup
- AIM-9 Sidewinder
- AIM-95 Agile
- AGM-45 Shrike
- AGM-114 Hellfire
- bomby Paveway

Drugi-czwarty sezon:
- M712 Copperhead (×6)
- FIM-43 Redeye (×12)
- AGM-114 Hellfire (×6)
- AIM-4 Falcon (×4)

Czwarty sezon:
- laser czerwony

#### Systemy obronne
- Flary na pociski namierzane ciepłem
- Dipole odbijające na pociski namierzane radarem
- Pancerz chroniący kadłub przed pociskami małego kalibru
- Pokładowy system radarowy umożliwiający śledzenie rzeźby terenu i pozwalający na wykonywanie lotu z omijaniem przeszkód terenowych.
- zakłócanie radaru-radia
- powłoka absorbująca w 90% promieniowanie radaru (właściwości stealth)

Porównanie Airwolfa ze zwykłym Bell 222
|              | Bell 222            | Airwolf                                                     |
| ------------ | ------------------- | ----------------------------------------------------------- |
| Załoga       | 2 pilotów           | 2-3 (piloci i technik uzbrojenia)                           |
| Pasażerowie  | 5-6                 | co najmniej 1                                               |
| Długość      | 15,10 m (49,54 ft)  | 15,10 m (49,54 ft)                                          |
| Wysokość     | 3,56 m (11,68 ft)   | 3,56 m (11,68 ft)                                           |
| Masa         | 2 066 kg (4 555 lb) | brak danych                                                 |
| Prędkość     | 240 km/h (149 mph)  | 555 km/h (345 mph) konwencjonalny lot, Mach 2 z dopalaczami |
| Zasięg       | 600 km (373 mi)     | 1 530–2 330 km (950–1 450 mi)                               |
| Pułap        | 3 900 m (12 800 ft) | 30 480 m (100 000 ft)                                       |
| Silniki (×2) | 618 KM (461 kW)     | brak danych                                                 |